# Uracanthus triangularis
Uracanthus triangularis là một loài bọ cánh cứng trong họ Cerambycidae.